# Brusen
För andra betydelser, se Brusen (olika betydelser).
Brusen är en sjö i Älvdalens kommun i Dalarna och ingår i Dalälvens huvudavrinningsområde.